# Eccellenza Basilicata 2012-2013
Il campionato italiano di calcio di Eccellenza regionale 2012-2013 è stato il ventiduesimo organizzato in Italia. Rappresenta il sesto livello del calcio italiano.

## Stagione

### Novità
Dal campionato di Eccellenza Basilicata 2011-2012 era stato promosso in Serie D l'Atletico Potenza, l'Avigliano Calcio PZ era stato retrocesso nel campionato di Promozione Basilicata, mentre il Potenza Sport Club e il Sapri Comprensorio Tanagro si erano ritirati dalla competizione. Dal campionato di Promozione Basilicata 2011-2012 erano stati promossi in Eccellenza l'Aurora Marconia, primo classificato, lo Sporting Pignola, secondo classificato, e l'Aurora Nicola Russo Tursi, terzo classificato. Dalla Serie D 2011-2012 era stato retrocesso in Eccellenza l'Angelo Cristofaro.
L'"A.S.D. Atella Monticchio Vulture" di Atella si è fusa con l'"A.C. Cavalieri Infissi Lovallo" di Potenza a dar vita all'"F.C.D. Rossoblu Potenza" con sede a Potenza.
Il C.S. Pisticci non ha presentato domanda di iscrizione al campionato di Eccellenza, di conseguenza a completamento organici è stato ammesso in Eccellenza l'A.S.D. Miglionico Calcio, quinto classificato in Promozione Basilicata 2011-2012.
Sono 11 le squadre della provincia di Potenza e 5 quelle della Provincia di Matera.

### Formula
Le 16 squadre partecipanti disputano un girone all'italiana con partite di andata e ritorno per un totale di 30 giornate. La prima classificata viene promossa in Serie D. La seconda classificata viene ammessa agli spareggi nazionali per la promozione in Serie D. Le ultime due classificate vengono retrocesse direttamente nel campionato di Promozione.

## Squadre partecipanti
| Club                                   | Città (provincia)       | Stadio                 | Stagione 2011-2012              |
| -------------------------------------- | ----------------------- | ---------------------- | ------------------------------- |
| A.S.D. Angelo Cristofaro Oppido Lucano | Oppido Lucano (PZ)      | Stadio comunale        | 17º in Serie D/H                |
| A.S.D. Aurora Marconia                 | Policoro (MT)           | Stadio comunale        | 1º in Promozione Basilicata     |
| Pol. Aurora Nicola Russo Tursi         | Tursi (MT)              | Stadio comunale        | 3º in Promozione Basilicata     |
| A.S.D. Pol. AZ Picerno                 | Picerno (PZ)            | Stadio comunale        | 9º in Eccellenza Basilicata     |
| A.S.D. GR Valdiano                     | Lagonegro (PZ)          | Stadio comunale        | 5º in Eccellenza Basilicata     |
| Ass. Miglionico Calcio                 | Miglionico (MT)         | Stadio comunale        | 5º in Promozione Basilicata     |
| Pol. Moliterno                         | Moliterno (PZ)          | Stadio comunale        | 12º in Eccellenza Basilicata    |
| F.C. Murese Aurora 2000                | Muro Lucano (PZ)        | Stadio comunale        | 7º in Eccellenza Basilicata     |
| S.C. Pietragalla                       | Pietragalla (PZ)        | Stadio comunale        | 11º in Eccellenza Basilicata    |
| A.S.D. Policoro Heraclea               | Policoro (MT)           | Stadio comunale        | 4º in Eccellenza Basilicata     |
| A.S.D. Real Metapontino                | Montalbano Jonico (MT)  | Stadio comunale        | 2º in Eccellenza Basilicata     |
| A.S.D. Real Tolve                      | Tolve (PZ)              | Stadio comunale        | 13º in Eccellenza Basilicata    |
| F.C.D. Rossoblu Potenza                | Potenza                 | Stadio Alfredo Viviani | Monticchio 6º in Ecc.Basilicata |
| A.S.D. Sporting Pignola                | Pignola (PZ)            | Stadio comunale        | 2º in Promozione Basilicata     |
| Pol. Viggiano                          | Viggiano (PZ)           | Stadio comunale        | 3º in Eccellenza Basilicata     |
| C.S. Vultur 1921                       | Rionero in Vulture (PZ) | Stadio comunale        | 10º in Eccellenza Basilicata    |

## Classifica finale
Fonte: sito FIGC LND Comitato Regionale Basilicata.
|  | Pos. | Squadra                   | Pt | G  | V  | N  | P  | GF | GS | DR  |
|  | ---- | ------------------------- | -- | -- | -- | -- | -- | -- | -- | --- |
|  | 1.   | Real Metapontino          | 79 | 30 | 25 | 4  | 1  | 69 | 15 | +54 |
|  | 2.   | GR Valdiano               | 64 | 30 | 19 | 7  | 4  | 48 | 23 | +25 |
|  | 3.   | Rossoblu Potenza          | 59 | 30 | 18 | 5  | 7  | 54 | 29 | +25 |
|  | 4.   | Real Tolve                | 47 | 30 | 14 | 5  | 11 | 50 | 32 | +18 |
|  | 5.   | Angelo Cristofaro         | 45 | 30 | 12 | 9  | 9  | 41 | 35 | +6  |
|  | 6.   | AZ Picerno                | 43 | 30 | 11 | 10 | 9  | 39 | 35 | +4  |
|  | 7.   | Moliterno                 | 40 | 30 | 11 | 7  | 12 | 43 | 40 | +3  |
|  | 8.   | Viggiano                  | 40 | 30 | 11 | 7  | 12 | 48 | 48 | 0   |
|  | 9.   | Murese Aurora 2000        | 36 | 30 | 9  | 9  | 12 | 36 | 40 | -4  |
|  | 10.  | Sporting Pignola          | 33 | 30 | 8  | 9  | 13 | 42 | 48 | -8  |
|  | 11.  | Pietragalla               | 33 | 30 | 8  | 9  | 13 | 33 | 45 | -12 |
|  | 12.  | Policoro Heraclea (-1)    | 31 | 30 | 8  | 8  | 14 | 26 | 41 | -15 |
|  | 13.  | Vultur Rionero (-1)       | 29 | 30 | 8  | 6  | 16 | 27 | 48 | -21 |
|  | 14.  | Aurora Marconia           | 29 | 30 | 8  | 5  | 17 | 26 | 49 | -23 |
|  | 15.  | Aurora Nicola Russo Tursi | 27 | 30 | 7  | 6  | 17 | 27 | 59 | -32 |
|  | 16.  | Miglionico Calcio         | 23 | 30 | 5  | 8  | 17 | 23 | 51 | -28 |

Legenda:
      Promossa in Serie D 2013-2014
      Ammessa ai play-off nazionali
      Retrocessa in Promozione 2013-2014
Note:
Tre punti a vittoria, uno a pareggio, zero a sconfitta.
Il Policoro Heraclea e il Vultur hanno scontato 1 punto di penalizzazione.
Il GR Valdiano e il Policoro Heraclea non si sono successivamente iscritti in Eccellenza Basilicata 2013-2014.

## Risultati

### Tabellone
|                    | ANR  | Ang  | Aur  | AZP  | GRV  | Mig  | Mol  | Mur  | Pie  | Pol   | RMe  | RTo  | Ros  | Spo  | Vig  | Vul  |
| ------------------ | ---- | ---- | ---- | ---- | ---- | ---- | ---- | ---- | ---- | ----- | ---- | ---- | ---- | ---- | ---- | ---- |
| ANR Tursi          | –––– | 2-1  | 1-0  | 0-0  | 0-0  | 2-0  | 1-5  | 0-1  | 0-0  | 1-0   | 1-3  | 0-3  | 1-5  | 3-2  | 1-5  | 2-0  |
| Angelo Cristofaro  | 2-1  | –––– | 2-1  | 0-2  | 0-1  | 2-1  | 2-0  | 1-1  | 2-1  | 3-0   | 1-1  | 0-2  | 0-0  | 1-1  | 1-1  | 5-1  |
| Aurora Marconia    | 0-0  | 0-2  | –––– | 3-1  | 1-1  | 0-1  | 2-1  | 0-1  | 0-2  | 2-1   | 0-6  | 2-1  | 0-1  | 0-1  | 2-1  | 0-1  |
| Az Picerno         | 3-0  | 2-2  | 1-0  | –––– | 3-0  | 3-0  | 2-1  | 1-1  | 2-1  | 0-0   | 0-1  | 1-0  | 2-0  | 4-0  | 2-2  | 0-2  |
| GR Valdiano        | 1-0  | 1-1  | 2-1  | 4-0  | –––– | 4-0  | 2-0  | 2-0  | 3-1  | 0-0   | 1-0  | 2-1  | 1-1  | 2-1  | 1-0  | 3-2  |
| Miglionico         | 1-1  | 1-0  | 0-0  | 3-0  | 1-3  | –––– | 2-1  | 0-0  | 1-1  | 0-1   | 1-3  | 0-2  | 0-2  | 1-1  | 3-1  | 0-0  |
| Moliterno          | 3-0  | 1-2  | 1-2  | 1-1  | 0-2  | 1-0  | –––– | 3-2  | 1-0  | 3-1   | 0-1  | 3-1  | 2-0  | 2-2  | 1-0  | 1-1  |
| Murese Aurora 2000 | 2-3  | 1-0  | 0-2  | 0-0  | 1-2  | 1-1  | 2-2  | –––– | 3-3  | 0-0   | 0-1  | 1-0  | 0-4  | 3-0  | 4-2  | 2-0  |
| Pietragalla        | 2-1  | 0-0  | 2-1  | 1-0  | 1-1  | 2-2  | 1-0  | 0-3  | –––– | 0-1   | 0-0  | 1-2  | 2-3  | 2-1  | 3-2  | 0-1  |
| Policoro Heraclea  | 2-0  | 4-2  | 0-1  | 1-1  | 0-2  | 2-1  | 1-1  | 1-2  | 0-4  | ––––  | 1-2  | 1-0  | 1-1  | 1-0  | 0-1  | 2-0  |
| Real Metapontino   | 3-0  | 2-0  | 3-1  | 1-1  | 2-1  | 4-1  | 5-0  | 2-0  | 4-0  | 2-1   | –––– | 3-0  | 1-0  | 3-0  | 3-1  | 2-1  |
| Real Tolve         | 4-0  | 0-1  | 2-2  | 2-0  | 1-1  | 5-0  | 1-3  | 2-1  | 0-0  | 4-0   | 0-1  | –––– | 3-2  | 1-1  | 4-2  | 3-0  |
| Rossoblu Potenza   | 2-0  | 1-1  | 3-1  | 3-0  | 3-1  | 4-0  | 1-0  | 3-1  | 3-1  | 2-2   | 0-2  | 3-1  | –––– | 1-0  | 1-0  | 2-3  |
| Sporting Pignola   | 3-3  | 2-3  | 6-0  | 3-0  | 0-1  | 1-0  | 2-2  | 2-1  | 3-1  | 2-2   | 2-4  | 0-0  | 0-2  | –––– | 0-2  | 1-1  |
| Viggiano           | 2-1  | 4-2  | 4-1  | 3-3  | 2-0  | 2-1  | 1-4  | 1-1  | 1-1  | 1-0   | 0-0  | 1-4  | 3-0  | 2-4  | –––– | 0-0  |
| Vultur             | 4-2  | 0-2  | 1-1  | 0-4  | 0-3  | 2-1  | 0-0  | 2-1  | 4-0  | [ 6 ] | 1-4  | 0-1  | 0-1  | 0-1  | 0-1  | –––– |